# Ногалес, Ева
Ева Ногалес (Eva Nogales; род. в Мадриде) — испано-американский биофизик, исследования которой базируются на криоэлектронной микроскопии.
Член Национальной АН США (2015), доктор философии (1993), старший научный сотрудник LBNL, профессор Калифорнийского университета в Беркли, исследователь Медицинского института Говарда Хьюза (с 2000).

## Биография
Окончила Автономный университет Мадрида (бакалавр физики, 1988). В 1993 году получила степень доктора философии по биофизике в английском Килском университете (научный руководитель Хоан Бордас-и-Орпинель), уже тогда начала применять криоэлектронную микроскопию. С 1993 г. в LBNL, первоначально как постдок, с 1995 года научный сотрудник, с 2008 года старший научный сотрудник.
Также с 1998 года преподаватель Калифорнийского университета в Беркли, первоначально ассистент-профессор, с 2003 года ассоциированный профессор, с 2006 года полный профессор и с 2015 года глава дивизиона.
Избранный президент Американского общества клеточной биологии (на 2020).
С 2016 года член AcademiaNet.
Член Американской академии искусств и наук (2016), фелло Американского общества клеточной биологии (2017).
Её супруг Говард Падмор также является физиком в LBNL, два сына.

## Награды и отличия
- Chabot Science Award for Excellence (2005)
- Early Career Award, Американское общество клеточной биологии (2005)
- Dorothy Crowfoot Hodgkin Award, Protein Society[англ.] (2015)[10]
- Mildred Cohn Award, American Society for Biochemistry and Molecular Biology[англ.] (2016)
- Keith Porter Lecture[англ.] Award, Американское общество клеточной биологии (2016)
- LBNL Director’s Award for Exceptional Science Achievement (2016)
- Women in Cell Biology Senior Award[англ.], Американское общество клеточной биологии (2018)
- Hans Neurath Lecture (2018)
- Grimwade Medal, Мельбурнский университет (2019)[11]
- Премия Шао (2023)